# 시모야마 사다노리
시모야마 사다노리(일본어: 下山 定則, 1901년 7월 23일 ~ 1949년 7월 6일?)는 일본의 철도 관료, 운수차관, 일본국유철도 총재를 역임했다. 시모야마 사건으로 사망했다.

## 생애
효고현 출신으로 사법관인 아버지를 따라 학교를 자주 옮기며 유년 시절을 보냈다. 학교를 옮길 때마다 도시의 주요 역 이름을 외워 사람들에게 주목을 받았고, 고등학교 3학년 때에는 왓카나이시부터 가고시마현까지에 있는 역 이름을 모두 외워 ‘철도’라는 별명을 얻었다.
1925년에 도쿄 제국대학 기계공학부를 졸업하고, 철도성에 들어가 기획원 기술자, 기술원 부장, 철도총국의 업무국장 보좌를 지냈다. 이후 신칸센 프로젝트의 책임자로 선발된 시마 히데오와 학창 시절 친구였으며, 철도성에서 운수 부서와 기술 부서를 잇는 역할을 하였다. 제2차 세계 대전이 끝난 후에는 나고야 철도국장, 도쿄 철도국장을 역임했다. 1948년 4월에 운수 차관에 취임하고, 1949년 6월 1일에 일본국유철도 총재로 취임했다. 초대 총재 후보로 참의원 의원이자 긴키 닛폰 철도의 사장이었던 무라카미 기이치, 한큐 전철의 사장인 고바야시 이치조가 있었지만, 결국 내부에서 기용되었다.
다음 7월 1일에 시모야마는 행정기관 직원 정원 법에 따라 10만 명을 해고하기로 결정하고, 7월 4일에 노동 조합에 3만 700명의 해고를 통지한다. 하지만 7월 5일에 미쓰코시 니혼바시 본점에 간 이후로 소식이 끊긴다. 수색 신청이 들어온 지 6일 후, 도쿄도 아다치구의 조반선과 도부 철도 이세사키 선의 교차점 부근(기타센주역)에서 시체로 발견된다. 시모야마의 죽음으로 부총재 가가야마 유키오가 임시 총재로 임명되고, 다음 9월 24일에 공식적으로 총재로 임명된다.